# بلير فيليبس
بلير فيليبس (بالإنجليزية: Blair Phillips)‏ هو لاعب كرة قدم أمريكية أمريكي، ولد في 5 مارس 1984 في أوكلاند في الولايات المتحدة.